# Aaron Henry
Aaron James Henry (ur. 30 sierpnia 1999 w Louisville) – amerykański koszykarz, występujący na pozycji niskiego skrzydłowego.
11 stycznia 2022 został zwolniony przez Philadelphia 76ers.

## Osiągnięcia
Stan na 12 stycznia 2022, na podstawie, o ile nie zaznaczono inaczej.
NCAA
- Uczestnik rozgrywek:
  - Final Four NCAA (2019)
  - turnieju NCAA (2019, 2021)
- Mistrz:
  - turnieju konferencji Big 10 (2019)
  - sezonu regularnego Big 10 (2019, 2020)
- Zaliczony do:
  - I składu defensywnego Big 10 (2021)
  - III składu Big Ten (2021)
- Zawodnik tygodnia Big Ten (8.03.2021)